# Ayuri Konno
Ayuri Konno (今野 鮎莉 Konno Ayuri?) (Tokio, Japón; 10 de enero de 1997) es una ex-actriz japonesa que se hizo conocida por su rol de Amy Yūzuki la guerrera Kyoryu Pink en la serie Super Sentai Jūden Sentai Kyoryuger emitido en el 2013. En julio del 2018 Ayuri anunció su retiro de la actuación para buscar una oportunidad fuera de la industria del entretenimiento.

## Filmografía

### Película
- Another (2012)
- Tokumei Sentai Go-Busters vs. Kaizoku Sentai Gokaiger: The Movie (2013): Kyoryu Pink (solo voz)
- Kamen Rider × Super Sentai × Space Sheriff: Super Hero Taisen Z (2013): Amy Yuuzuki/Kyoryu Pink
- Zyuden Sentai Kyoryuger: Gaburincho of Music (2013): Amy Yuuzuki/Kyoryu Pink
- School Girl Complex (2013): Mayu Nishino
- Zyuden Sentai Kyoryuger vs. Go-Busters: The Great Dinosaur Battle! Farewell Our Eternal Friends (2014): Amy Yuuzuki/Kyoryu Pink
- We're the Bounty Hunter Troupe (2014): Kaori Sakurakawa
- Love Manga Typhoon!!: Kumi Kawano (2014)
- Ressha Sentai ToQger vs. Kyoryuger: The Movie (2015): Amy Yuuzuki/Kyoryu Pink
- Strobe Edge (2015)
- The Disastrous Life of Saiki K. (2017)

### Series TV
- Jūden Sentai Kyoryuger (2013): Amy Yuuzuki/Kyoryu Pink
- Yabai Kenji Yaba Ken 4 ~Yabaken no Bōsō Sōsa~ (2014): Risa Asakawa
- Kaiki Renai Sakusen (2015): Moeka
- Ushijima the Loan Shark (2016): Miyuki Uehara
- Ohsama Sentai King-Ohger (2023): Amy Yuuzuki/Kyoryu Pink (Episodio 32-33)

### V-Cinema
- Zyuden Sentai Kyoryuger Returns: Hundred Years After (2014): Amy Yuuzuki/Kyoryu Pink, Big Sister Ami/Kyoryu Cyan/Kyoryu Pink
- Nagashiya Teppei (2015): Shizuku Inoue

### Película Internet
- Net Movie: Kamen Rider × Super Sentai × Space Sheriff: Super Hero Taisen Otsu!: Heroo! Answers (2013): Amy Yuuzuki

### Vídeo
- Ayu to Thai (2013)[2]